# Splatoon 3
Splatoon 3 (スプラトゥーン3?, Supuratūn 3) è un videogioco del 2022 sviluppato da Nintendo EPD e pubblicato da Nintendo per Nintendo Switch. Sparatutto in terza persona, è il terzo capitolo della serie Splatoon.

## Trama
Splatoon 3 è ambientato circa cinque anni dopo Splatoon 2. Il giocatore impersona "Numero 3", che può essere sia un Inkling che un Octoling. Appena trasferito a Splatville insieme a Salmonello, il giocatore incontra l'ex capitano Nero Seppia e decide di seguirlo. Seppia arruola Numero 3 nella Nuova Divisione Branchia e lo incarica di cercare il Gran Pescescossa che, secondo l'ex capitano, è stato rapito dagli Octariani. Numero 3 per procedere utilizza l'abilità di Salmonello di mangiare la melma pelosa e di proseguire. Il trio s'imbatte in DJ Octavius che accusa Seppia di aver rapito la sua armata. Dopo averlo sconfitto, Octavius afferma che non c'entra nulla col rapimento del Gran Pescescossa, ma prima che possa finire di spiegarsi, si apre una voragine sotto i piedi del gruppo, facendoli cadere ad Alterna.
Numero 3 s'imbatte nella Capitana, Stella e Marina della Nuova Divisione Branchia ed insieme realizzano che Seppia è scomparso. Poco dopo vengono approcciati dal Trio Triglio, il gruppo idol di Splatville, che sono alla ricerca di un tesoro nascosto ad Alterna e pensano che la Nuova Divisione Branchia gli stia intralciando. Insieme all'intelligenza artificiale O.R.C.A., la squadra esplora le rovine di Alterna alla ricerca di Seppia.

## Modalità di gioco
La modalità di gioco riprende quella dei due capitoli precedenti: uno sparatutto in terza persona il cui obiettivo è quello di inchiostrare più porzioni della mappa possibile. Il giocatore controlla gli Inkling, una specie di calamari antropomorfi che può mutare da una forma umanoide a una mollusca.
Rispetto al capitolo precedente, il gioco introduce due nuove tipologie di armi come i "Calamarchi", armi simili ad archi che sparano proiettili di inchiostro sia in verticale che in orizzontale, e le "Lame", armi simili a spade che sparano inchiostro orizzontalmente a ogni rapido fendente del giocatore. Le modalità multigiocatore riprendono quelle del capitolo precedente, l'unica differenza è che le "partite pro" ora si chiamano "partite anarchiche". La modalità a giocatore singolo invece è un miscuglio tra quella dei capitoli precedenti e quella del contenuto scaricabile Octo Expansion.
Le principali novità si hanno negli eventi "Splatfest" e nella modalità cooperativa "Salmon Run". Gli Splatfest ora sono divisi in tre squadre, rispetto le due dei capitoli precedenti. Il secondo giorno dell'evento vengono sbloccate le nuove "Partite tricolore", dove una squadra, composta da quattro giocatori, deve difendere l'Ultrasegnale dalle altre due squadre, composte da due giocatori. Se conquistato da una delle due squadre, verrà aggiunto alla mappa di gioco l'"Irrigatore del destino", che automaticamente inchiostrerà parte dello scenario con l'inchiostro della suddetta squadra. Nella modalità "Salmon Run" è stata aggiunta l'Ondata extra, una quarta ondata rispetto le solite tre che accade ogni tanto, dove i giocatori devono sconfiggere un Salmonarca, inoltre la modalità è sempre disponibile. Sono stati aggiunti due eventi che accadono circa una volta a stagione. Il primo è la "Big Run", una Salmon Run dove i nemici invadono Splatville. I giocatori dovranno difendere la loro città in uno scenario della modalità multigiocatore, invece di quelli unici di questa modalità. Una volta finito l'evento, i giocatori riceveranno un premio a seconda delle uova collezionate. La seconda è chiamata "Sfida fra colleghi" dove i giocatori si sfideranno in una gara nella collezione di più uova possibili in cinque ondate fisse.
È stata inoltre aggiunta una nuova modalità, sia a giocatore singolo che multigiocatore, chiamata "Splattanza". In tale modalità il giocatore sfida l'avversario, che può essere un computer o un altro giocatore, a un gioco di carte basato sulla "mischia mollusca". L'obiettivo del gioco è quello di coprire più parte del campo, con ogni carta che copre una determinata area. I mazzi di carte possono essere personalizzati dal giocatore.

## Sviluppo
Splatoon 3 è stato sviluppato da Nintendo EPD, con l'aiuto di alcuni sviluppatori di Monolith Soft, che avevano contribuito anche ai precedenti capitoli della serie, SRD e Bandai Namco Studios Singapore & Malaysia. Il videogioco utilizza NLPN, il sistema server personale di Nintendo, che supporta lobby più grandi e un miglior matchmaking.
Durante l'E3 2019, dopo l'annuncio dell'ultimo Splatfest di Splatoon 2, "Caos Vs. Ordine", il produttore Hisashi Nogami ha affermato che il team non stava ancora sviluppando nessun terzo capitolo. In un'intervista "Ask the Developer" disponibile sul sito di Nintendo, gli sviluppatori hanno rivelato che il tema del gioco è stato deciso al termine dell'ultimo festival di Splatoon 2. Il team di sviluppo aveva pianificato entrambi i possibili temi prima del risultato finale. In una Nintendo Direct dedicata a Splatoon 3, Nintendo ha confermato che il videogioco avrebbe ricevuto aggiornamenti regolari ogni tre mesi per due anni, dividendoli in stagioni, che avrebbero aggiunto nuove armi e scenari. Inoltre ha confermato che sarebbe stato distribuito un contenuto scaricabile a pagamento.

### Promozione

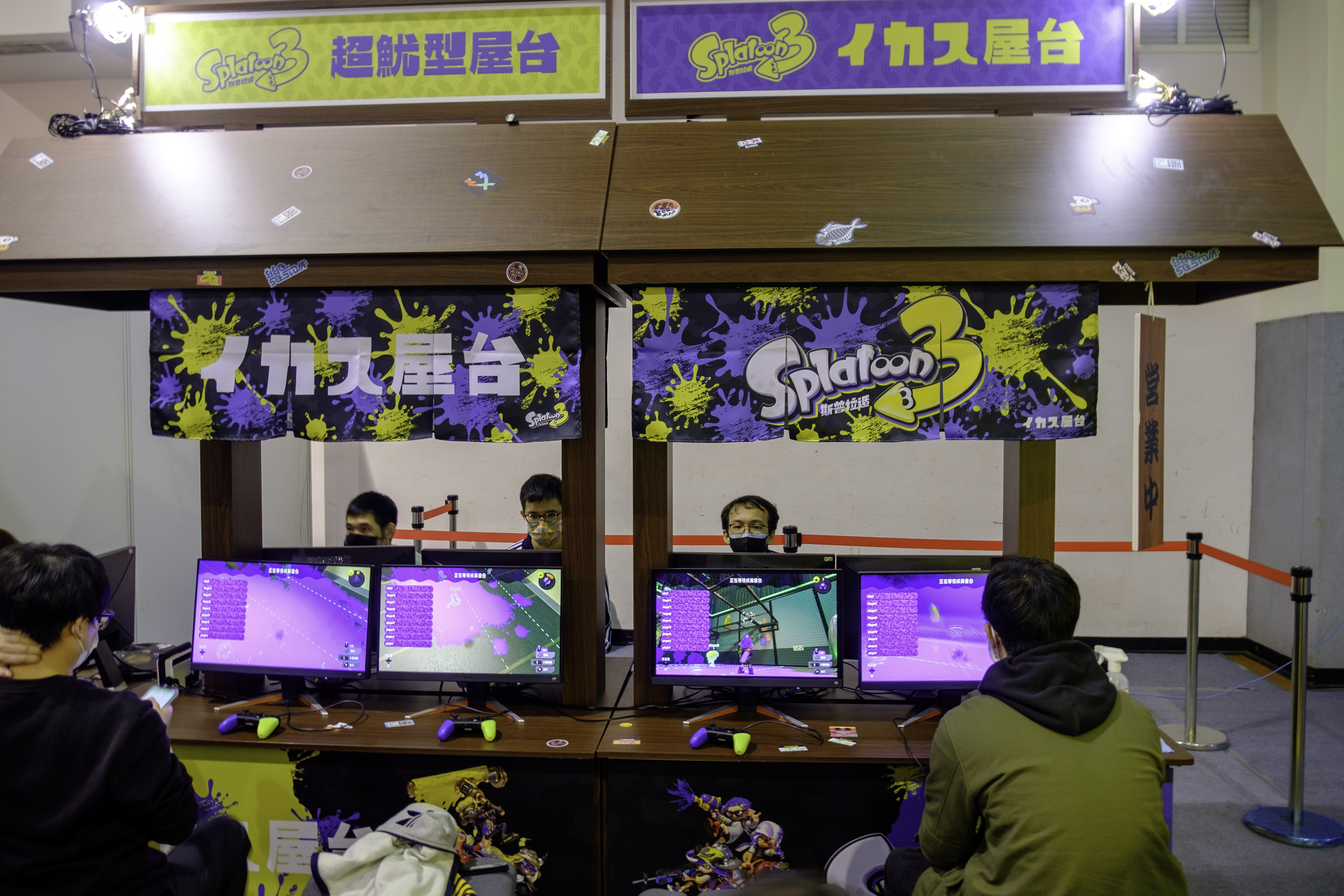
Dei giocatori che provano il videogioco nel 2022.

Splatoon 3 è stato annunciato nel febbraio 2021, nel corso del Nintendo Direct, con pubblicazione prevista nel corso del 2022. Il trailer ha mostrato diversi oggetti, armi, abilità e un'ambientazione postapocalittica. Il settembre dello stesso anno sono state condivise maggiore informazioni, incluso il nome della modalità a giocatore singolo del gioco: "Il ritorno dei mammiferiani".
Un trailer per la modalità cooperativa "Salmon Run" è stato mostrato nella Nintendo Direct del 9 febbraio 2022. Nell'aprile 2022 Nintendo ha diffuso un trailer in cui venivano mostrate le "mischie mollusche" e veniva comunicato che il gioco sarebbe stato distribuito a partire dal 9 settembre.
Il 10 agosto 2022 si è tenuta una Nintendo Direct dedicata interamente a Splatoon 3. In quella diretta sono stati annunciati nuovi Amiibo dedicati al gioco e sono stati introdotti i nuovi personaggi Pinnuccia, Morena e Mantaleo, il nuovo gruppo idol conosciuto come "Trio Triglio". Nella stessa diretta è stato annunciato che il gioco riceverà un contenuto scaricabile a pagamento e degli aggiornamenti gratuiti per due anni dopo il lancio. Nello stesso mese Nintendo Treehouse ha tenuto una live in cui ha presentato il gioco, mostrando la modalità a giocatore singolo e scenari e armi per la modalità multigiocatore.
Nella Nintendo Direct dell'8 febbraio 2023 sono stati annunciati le due ondate del contenuto scaricabile: la prima avrebbe incluso "Coloropoli", l'ambientazione principale di Splatoon, mentre la seconda si sarebbe concentrata su una nuova modalità a giocatore singolo chiamata "Torre dell'Ordine".
Il 16 settembre 2024 Nintendo ha annunciato che il supporto del videogioco è finito, smettendo di fare aggiornamenti con nuovi contenuti regolarmente, tuttavia patch ed eventi stagionali sarebbero continuati.

### Distribuzione
Nel luglio 2022, Nintendo ha annunciato un'edizione speciale della Nintendo Switch - Modello OLED a tema Splatoon 3, che è stata distribuita il 26 agosto 2022. Assieme è stato annunciato anche un Nintendo Switch Pro Controller sempre a tema del videogioco.
il 27 e il 28 agosto 2022 è stata pubblicata una demo del gioco che permetteva di partecipare allo Splatfest World Premiere. Il gioco è stato distribuito in tutto il mondo il 9 settembre 2022. Gli Amiibo invece sono stati distribuiti l'11 novembre 2022.
La prima ondata del contenuto scaricabile è stato distribuita il 28 febbraio 2023, mentre la seconda il 22 febbraio 2024.

## Accoglienza
| Testata                                | Giudizio            |
| -------------------------------------- | ------------------- |
| Metacritic (media al 19 novembre 2024) | 83/100              |
| Destructoid                            | 9/10                |
| Eurogamer                              | Consigliato         |
| Famitsū                                | 39/40               |
| Game Informer                          | 8.25/10             |
| GameSpot                               | 7/10                |
| GamesRadar+                            | 4/5                 |
| IGN                                    | 9/10 (MM) 8/10 (GS) |
| Nintendo Life                          | 9/10                |
| Shacknews                              | 9/10                |
| The Guardian                           | 4/5                 |
| Video Games Chronicle                  | 3/5                 |
| VG247                                  | 4/5                 |

Splatoon 3 ha ricevuto critiche "generalmente favorevoli" su Metacritic. Brendan Graeber di IGN lo ha definito "molto più di un semplice upgrade" rispetto a Splatoon 2, citando i nuove scenari, armi, boss e la personalizzazione del personaggio. Elogia la nuova lobby, ma critica la mancanza di una "novità sostanziale" come era stato la Salmon Run nel capitolo precedente. Quando invece ha parlato della modalità a giocatore singolo, ha apprezzato il nuovo overworld e le idee riprese dal contenuto scaricabile Octo Expansion. Ha elogiato la trama e i personaggi, tuttavia si è lamentato del riutilizzo di nemici dei giochi precedenti. Ha anche provato la nuova modalità Splattanza, definendolo però un "gioco di carte mediocre". Chris Carter di Destructoid ha elogiato come la modalità a giocatore singolo, Il ritorno dei mammiferiani, impattasse anche la modalità multigiocatore, insegnando ai giocatori importanti meccaniche di gioco, ma anche premiandoli con strumenti utili. Ha apprezzato anche come la modalità fosse diventata più adatta per le speedrun.
Martin Robinson di Eurogamer ha criticato la mancanza di nuovi contenuti "significativi", dicendo che le novità non sono aggiunte "che possano ricevere applausi con troppo entusiasmo", e le altre erano funzionalità "basi che ti aspetteresti da qualunque videogioco multigiocatore online". Tuttavia ha definito Splatoon "una delle serie più complete, divertenti da giocare ed eseguite impeccabilmente" da Nintendo. Ha comparato la modalità a giocatore singolo a quello di Mario, dicendo che nonostante abbia ripreso alcune dei miglior punti di Super Mario Sunshine, la natura astratta dei livelli non è riuscita ad arrivare a quelli della serie Mario.
Patricia Hernandez di Kotaku si è lamentata della continua disconnessione dovuta ai server Nintendo durante i matchmaking e quando giocava online, dicendo che non era "scusabile". Brian Shea di Game Informer ha elogiato la quantità di contenuti disponibili al lancio rispetto i due capitoli precedenti, e anche come il gioco abbia fuso nuovi e vecchi contenuti, definendolo il "miglior capitolo fino a oggi". Ha elogiato anche la mobilità del giocatore, dicendo che "pochi videogiochi riescono a raggiungere la mobilità fluida e intuitiva che Splatoon dà mentre sei immerso (nell'inchiostro) e ti muovi per la mappa". Reid McCarter di Wired ha elogiato l'originalità e la natura cartoonesca dei personaggi al contrario dei crossover di alcuni brand e la grafica iperrealistica di altri videogiochi.

### Vendite
Splatoon 3 ha venduto oltre 3,45 milioni di copie nei primi tre giorni dal lancio del gioco, diventando il videogioco più venduto di sempre nella prima settimana di lancio in Giappone (sorpassando Pokémon Nero e Bianco) prima dell'uscita di Pokémon Scarlatto e Violetto, che ha battuto tale record. Le azioni di Nintendo sono aumentate del 5,5% il martedì dopo la pubblicazione, il più grande aumento da dicembre 2020. Il 18 ottobre 2022, Splatoon 3 è diventato il videogioco più venduto dell'anno in Giappone dopo solo un mese dalla sua uscita.

### Riconoscimenti
| Anno | Premio                                             | Categoria                                            | Risultato | Note   |
| ---- | -------------------------------------------------- | ---------------------------------------------------- | --------- | ------ |
| 2022 | Golden Joystick Awards                             | Miglior Gioco Multigiocatore                         | Candidato | [ 62 ] |
| 2022 | Golden Joystick Awards                             | Gioco dell'Anno Nintendo                             | Candidato | [ 62 ] |
| 2022 | The Game Awards 2022                               | Miglior Gioco per Famiglie                           | Candidato | [ 63 ] |
| 2022 | The Game Awards 2022                               | Miglior Multigiocatore                               | Vincitore | [ 63 ] |
| 2023 | New York Game Awards                               | Central Park Children's Zoo Award for Best Kids Game | Candidato | [ 64 ] |
| 2023 | 19ª edizione dei British Academy Video Game Awards | Miglior Gioco Multiplayer                            | Candidato | [ 65 ] |
| 2023 | Japan Game Awards                                  | Premio per l'Eccellenza                              | Vincitore | [ 66 ] |